# Archidiecezja Brisbane
Archidiecezja Brisbane (łac. Archidiœcesis Brisbanensis) – archidiecezja Kościoła rzymskokatolickiego w Australii, najważniejsza diecezja metropolii Brisbane. Została erygowana 12 kwietnia 1859 jako diecezja Brisbane, na obszarze należącym wcześniej do archidiecezji Sydney. Archidiecezją stała się 10 maja 1887.

## Główne świątynie
- Archikatedra: Archikatedra św. Szczepana w Brisbane

## Lista biskupów

### Biskupi diecezjalni Brisbane
1. James Quinn (1859-1881)
2. Robert Dunne (1882-1887)

### Arcybiskupi metropolici Brisbane
1. Robert Dunne (1887-1917)
2. James Duhig (1917-1965)
3. Patrick Mary O'Donnell (1965-1973)
4. Francis Roberts Rush (1973-1991)
5. John Bathersby (1991-2011)
6. Mark Coleridge (2012-2025)
7. Shane Mackinlay (nominat)

### Arcybiskupi koadiutorzy Brisbane
- James Duhig (1912-1917)
- Patrick Mary O’Donnell (1948-1965)

### Biskupi pomocniczy Brisbane
- Henry Joseph Kennedy (1967-1971)
- John Gerry (1975-2003)
- Eugene James Cuskelly MSC (1982-1996)
- Michael Putney (1995-2001)
- Brian Finnigan (2002-2015)
- Joseph Oudeman OFMCap. (2002-2017)
- Ken Howell (2017–2023)
- Timothy Norton SVD (2022-2024)

## Parafie
Terytorium archidiecezji Brisbane podzielone jest na 13 dekanatów (stan na 2023 rok), w których zorganizowane są 94 parafie rzymskokatolickie:
1. Dekanat Brisbane East
2. Dekanat Brisbane North East
3. Dekanat Brisbane North West
4. Dekanat Brisbane Northern Rivers
5. Dekanat Brisbane South
6. Dekanat Brisbane West
7. Dekanat Central
8. Dekanat Logan
9. Dekanat North Coast
10. Dekanat North Country
11. Dekanat Redland/Bayside
12. Dekanat South Coast
13. Dekanat South Country